# 通游卡

通游卡（法語：Carte Navigo）是法国法兰西岛地区公共交通的非接触式芯片卡。通游卡由法兰西岛运输联合会发行，前身为橙卡。持有三星支持 NFC 功能的手机用户以及 Orange 的用户现在可以在手机上使用通游卡。
需要注意的是，通遊卡與大部分智能公交卡不同，通遊卡採用類似月票的制度購買，分為日票、週票、月票和年票，分別可在指定期限內無限次乘搭地鐵、巴士等，實際上並非儲值車票。週票以每週一重新計算，週五起發售下週的週票。
Navigo Easy 採用儲存單程票的方式，取代以往的紙本 Ticket t+。使用範圍比普通的通遊卡較小，只可在小巴黎範圍內使用。同時增值並非如同其他地區的交通卡一樣以金額計算，而是按乘車次數計算。
2024年，Navigo 在 Apple Wallet 上推出虛擬卡，整合記名的 Navigo Découverte 與單程票的 Navigo Easy，讓乘客可以使用 iPhone 感應乘車。

## 历史

### 计划
通游卡在1994年由巴黎大众运输公司，法国国家铁路公司与Innovatron联合创立。

### 推出
从2001年起，所有通游卡年卡的持卡人都会在收到卡的同时收到一个卡套。随后的两年里，青年通游卡持卡人和义务教育阶段学生持卡人也都获得了随卡附送的卡套。
2004年，在巴黎十二区开始了将橙卡转移到通游卡上的誓实验。
2005年2月，所有巴黎市以及巴黎近郊持有橙卡的居民都被邀请将卡片专为新型非接触式的通游卡。
2016年，持有通游卡的持卡人将不会再收到磁性车票。2006年中开始所有法兰西岛的居民都可以将他们的橙卡转移到通游卡上。
2007年7月开始，巴黎的公共自行车系统自由单车也开始支持使用通游卡。
2007年9月开始，法兰西岛运输联合会引入了一种新类型的通游卡：发现卡。持有此卡的外地居民以及游客可以匿名的购买车票。
2008年5月，原橙卡用户被要求更换为通游卡。
2013年，由菲利普·斯塔克免费设计的灰紫色新卡片投入使用，新设计的卡片支持近场通讯技术，可通过手机进行充值。

## 卡片种类

### 标准卡
标准通游卡免费供法兰西岛居民使用，卡面为记名卡并配有持卡人照片。

### 发现卡
发现卡于2007年9月投入市场，为记名卡，售价5欧元。

### 青年卡
通游青年卡供法兰西岛大中小学生使用，学生可以以优惠价格购买年卡。

### 年卡
年卡为供办理年卡套餐的用户使用。

### Navigo Easy
本卡是法兰西岛准备淘汰纸质车票进程的一部分。卡片售价2欧元，可以购买所有种类的车票并将车票充入卡内。卡片为非记名卡。

### Navigo Liberté+
本卡同样为替换现有的纸质车票提出，卡片需要签订授权定期转账合同，并在月末按实际乘坐公交的次数扣款。巴黎市区内的单程票价将相当于现在10张一本的 ticket+（优惠价1.49欧元）。

## 价格
月票（2023年最新） 
1-5圈   84.10欧/月；
2-3圈	76,70欧/月；
3-4圈	74,70欧/月；
4-5圈	72,90欧/月；
周票（自然周 每周日自动失效，办卡5欧，需贴照片）
1-5圈   30.00欧/周；
2-3圈	27.45欧/周；
3-4圈	26.60欧/周；
4-5圈	26.10欧/周。

## 扩展用途

### 自由单车
所有的通游卡都可以在巴黎公共自行车系统“自由单车”上使用：
- 用户可以在卡片上购买一天到七天的短期套餐，购买后需要持卡至自行车桩处进行写入。
- 用户也可以在卡片上购买长期的年套餐，购买时只需提供卡号。

购买后即可直接使用卡片解锁单车使用。
通游卡于自由单车系统间至共享卡号，所以通游卡上乘坐其他公共交通工具的信息都不会被透露给公共自行车系统。针对年套餐用户，自由单车会提取通游卡持卡人的账户信息进行确认；短期套餐则会利用持卡人的银行卡号进行确认。

### 大力士高速列车
通游卡也可以用于大力士高速列车上。